# Turtle Wax
Turtle Wax is een Amerikaanse producent van autoschoonmaakproducten. Het bedrijf is gesticht in 1941 als Plastone door Benjamin Hirsch te Chicago, Illinois.

Hirsch introduceerde in 1944 een vloeibare autowas, genaamd Plastone, wat toen een revolutionair product was. In 1946 veranderde de naam van het bedrijf Plastone in het hedendaagse Turtle Wax. Hirsch overleed in 1966, en het bedrijf was anno 1993 in handen van Hirsch's oudste dochter.

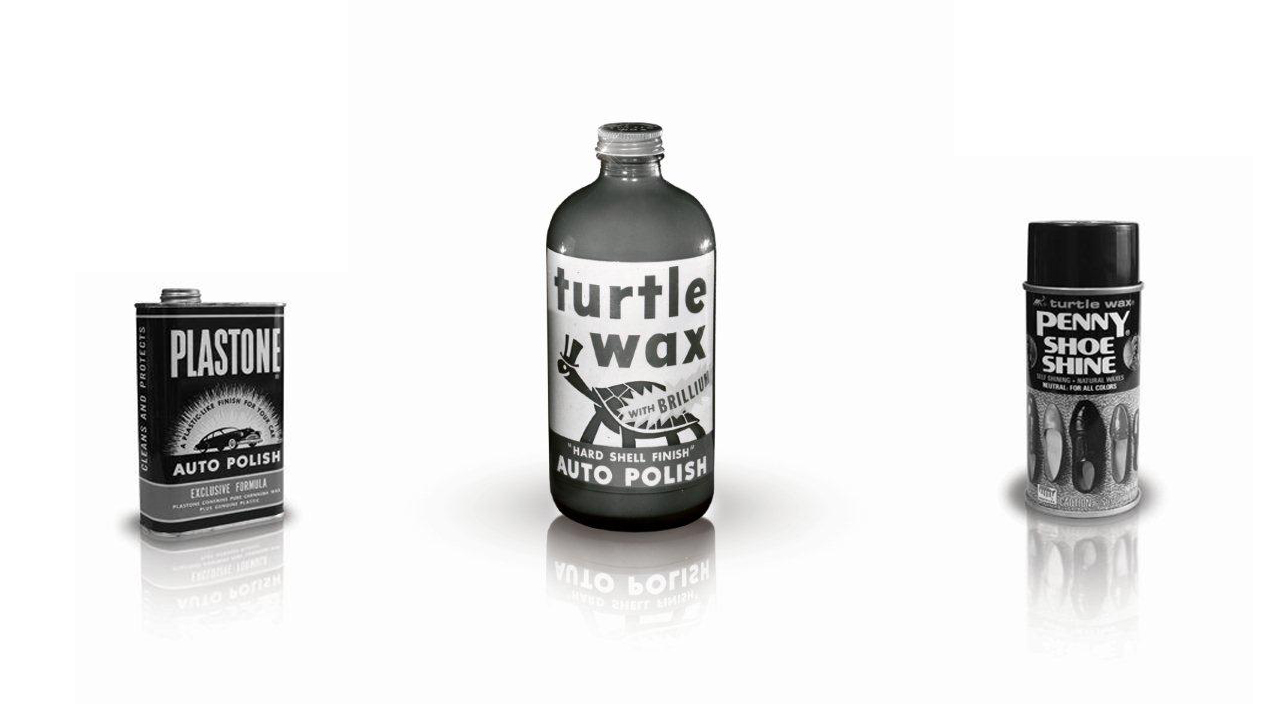
Klassieke Turtle Wax producten

Turtle Wax is actief in meer dan 90 landen, waaronder Nederland en België. De producten zijn herkenbaar door de in voornamelijk groene flessen verkochte producten met het logo met daarop een schildpad met hoge hoed en monocle.

## Producten
Het hedendaagse productaanbod bestaat voornamelijk uit schoonmaakproducten voor auto's. Zo verkoopt Turtle Wax schoonmaak- en verzorgingsproducten voor lak, glas, kunststof exterieur- en interieurpanelen, banden en meer. In 2019 introduceerde het bedrijf een geheel nieuwe productlijn genaamd Hybrid Solutions waarin siliciumdioxide is verwerkt om een hydrofobische en glanzende beschermlaag te creëren.